# Agaue hamiltoni
Agaue hamiltoni is een mijtensoort uit de familie van de Halacaridae. De wetenschappelijke naam van de soort is voor het eerst geldig gepubliceerd in 1937 door Womersley.